# Marssonina
Marssonina è un genere di funghi ascomiceti.

## Specie principali
- Marssonina betulae
- Marssonina brunnea
- Marssonina daphnes
- Marssonina juglandis
- Marssonina kriegeriana
- Marssonina necans
- Marssonina populi
- Marssonina truncatula